# Helianthus pumilus
Helianthus pumilus — вид квіткових рослин з родини айстрових (Asteraceae).

## Біоморфологічна характеристика
Багаторічник 30–100 см заввишки (стрижневі корені злегка потовщені). Стебла прямовисні, щетинисті. Листки стеблові; протилежні; листкові ніжки 0.4–3 см; листкові пластинки (попелясто-зелені) від ланцетних до яйцюватих, 4–15 × 1–5 см, краї цілі чи зубчасті; поверхні щетинисті, залозисто крапчасті. Квіткових голів 1–6. Променеві квітки 8–13; пластинки 15–20 мм (абаксіально залозисто-крапчасті). Дискові квітки 30+; віночки 5–6 мм, частки жовті; пиляки від темно-коричневого до чорного. Ципсели 3–4 мм, рідко запушені. 2n = 34. Цвітіння: пізнє літо

## Умови зростання
США (Колорадо, Вайомінг). Населяє сухий кам'янистий грунт на відкритих ділянках; 1200–2700 метрів.